# Úbeda
Úbeda là một đô thị trong tỉnh Jaén, Tây Ban Nha. Dân số khoảng 36.000 người năm 2003. 

## Thành phố kết nghĩa
- Chiclana de la Frontera, Tây Ban Nha
- Lège-Cap-Ferret, Pháp.